# Игер, Бен
Бен Игер (англ. Ben Eager; род. 22 января 1984, Оттава, Онтарио) — канадский хоккеист, левый крайний нападающий. В настоящее время является игроком клуба АХЛ «Чикаго Вулвз».

## Карьера
На драфте НХЛ 2002 года был выбран в 1 раунде под общим 23 номером командой «Финикс Койотис». 9 февраля 2004 года обменян в «Филадельфию Флайерз». В 2005 году стал обладателем Кубка Колдера в составе клуба «Филадельфия Фантомс» (фарм-клуба «Флайерз»). 18 декабря 2007 года обменян в «Чикаго Блэкхокс». 23 июня 2010 года обменян в клуб «Атланта Трэшерз». 19 июня 2014 года подписал контракт с московским «ЦСКА».

## Статистика
```
                                            --- Regular Season ---  ---- Playoffs ----
Season   Team                        Lge    GP    G    A  Pts  PIM  GP   G   A Pts PIM
--------------------------------------------------------------------------------------
2000-01  Oshawa Generals             OHL    61    4    6   10  120  --  --  --  --  --
2001-02  Oshawa Generals             OHL    63   14   23   37  255   5   0   1   1  13
2002-03  Oshawa Generals             OHL    58   16   24   40  216   8   0   4   4   8
2003-04  Oshawa Generals             OHL    61   25   27   52  204   7   2   3   5  31
2003-04  Philadelphia Phantoms       AHL     5    0    0    0    0   3   0   1   1   8
2004-05  Philadelphia Phantoms       AHL    66    7   10   17  232  16   1   1   2  71
2005-06  Philadelphia Phantoms       AHL    49    6   12   18  256  --  --  --  --  --
2005-06  Philadelphia Flyers         NHL    25    3    5    8   18   2   0   0   0  26
2006-07  Philadelphia Flyers         NHL    63    6    5   11  233  --  --  --  --  --
2006-07  Philadelphia Phantoms       AHL     3    0    0    0   21  --  --  --  --  --
2007-08  Philadelphia Flyers         NHL    23    0    0    0   62  --  --  --  --  --
2007-08  Chicago Blackhawks          NHL     9    0    2    2   27  --  --  --  --  --
2008-09  Chicago Blackhawks          NHL    75   11    4   15  161  17   1   1   2  61
2009-10  Chicago Blackhawks          NHL    60    7    9   16  120  18   1   2   3  20
2010-11  Atlanta Thrashers           NHL    34    3    7   10   77  --  --  --  --  --
2010-11  San Jose Sharks             NHL    34    4    3    7   43  10   1   0   1  41
2011-12  Edmonton Oilers             NHL    63    8    5   13  107  --  --  --  --  --
2012-13  Edmonton Oilers             NHL    14    1    1    2   25  --  --  --  --  --
2012-13  Oklahoma City Barons        АHL     9    0    2    2   13  13   1   4   5  64
2013-14  Edmonton Oilers             NHL     7    0    1    1    2   0   0   0   0   0
2013-14  Oklahoma City Barons        АHL    22    1    0    1   92   0   0   0   0   0
--------------------------------------------------------------------------------------
         NHL Totals                        407   43   42   85  875  47   3   3   6 148

```